# Basket vid olympiska sommarspelen 1980
Basketturneringen vid olympiska sommarspelen 1980 hade 12 deltagarländer som var indelade i två grupper. Bland herrarna hade varje grupp sex lag där de fyra första gick vidare till kvartsfinalspel. På damsidan tävlade totalt sex lag. 

## Medaljfördelning
| Klass              | Guld | Silver | Brons |
| Herrar Detaljer... | Jugoslavien (YUG) Andro Knego Dragan Kićanović Rajko Žižić Mihovil Nakić Željko Jerkov Branko Skroče Zoran Slavnić Krešimir Ćosić Ratko Radovanović Duje Krstulović Dražen Dalipagić Mirza Delibašić                                      | Italien (ITA) Fabrizio Della Fiori Marco Solfrini Marco Bonamico Dino Meneghin Renato Villalta Renzo Vecchiato Pierluigi Marzorati Pietro Generali Romeo Sacchetti Roberto Brunamonti Michael Sylvester Enrico Gilardi                | Sovjetunionen (URS) Stanislav Yeryomin Valeri Miloserdov Sergei Tarakanov Aleksandr Salnikov Andrei Lopatov Nikolai Deriugin Sergei Belov Vladimir Tkachenko Anatoli Myshkin Sergėjus Jovaiša Aleksandr Belostenny Vladimir Zhigily |
| Damer Detaljer...  | Sovjetunionen (URS) Olga Barysheva Tatyana Ivinskaya Nelli Feryabnikova Vida Beselienė Tatyana Ovechkina Angelė Rupšienė Lyubov Sharmay Uljana Semjonova Tatiana Zakharova-Nadirova Olga Sukharnova Nadezhda Shuvayeva Lyudmila Rogozhina | Bulgarien (BUL) Krasimira Bogdanova Vanya Dermendzhieva Silviya Germanova Petkana Makaveeva Nadka Golcheva Penka Stoyanova Evladiya Slavcheva Kostadinka Radkova Snezhana Mikhaylova Angelina Mikhaylova Penka Metodieva Diana Dilova | Jugoslavien (YUG) Vera Djurašković Mersada Bečirspahić Jelica Komnenović Mira Bjedov Vukica Mitić Sanja Ožegović Sofija Pekić Marija Tonković Zorica Djurković Vesna Despotović Biljana Majstorović Jasmina Perazić                 |

## Herrar

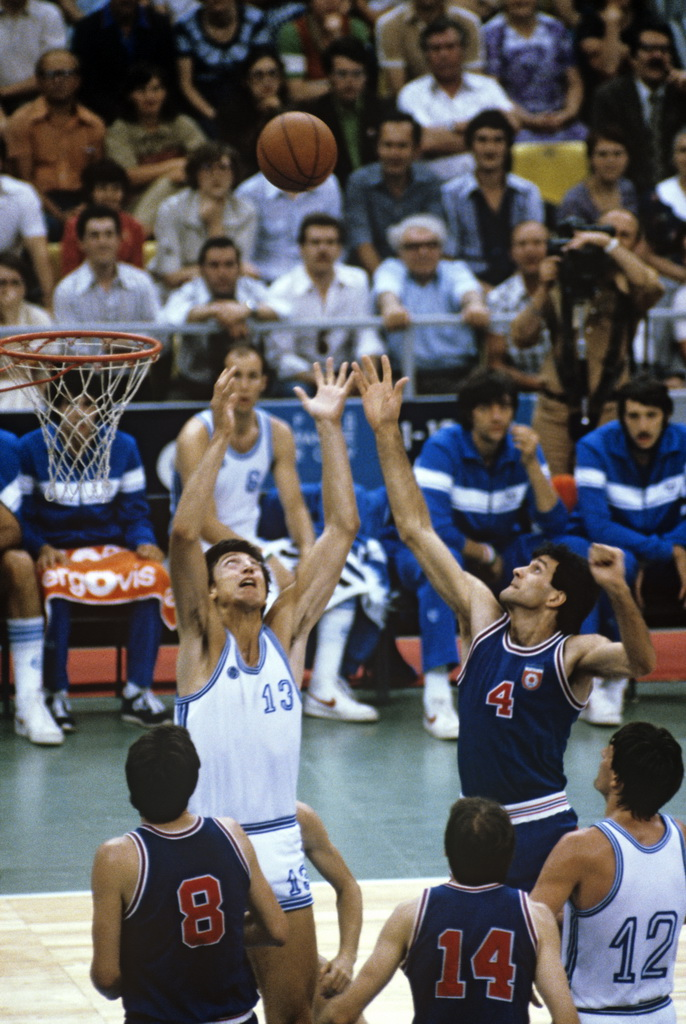
Jugoslavien möter Italien i finalen.

### Grupp A
| Lag             | Poäng | Vinster | Förluster | PF  | PA  | PD   |
| --------------- | ----- | ------- | --------- | --- | --- | ---- |
| Sovjetunionen   | 6     | 3       | 0         | 321 | 235 | +86  |
| Brasilien       | 5     | 2       | 1         | 297 | 235 | +62  |
| Tjeckoslovakien | 4     | 1       | 2         | 285 | 236 | +49  |
| Indien          | 3     | 0       | 3         | 194 | 391 | -197 |

### Grupp B
| Lag         | Poäng | Vinster | Förluster | PF  | PA  | PD  |
| ----------- | ----- | ------- | --------- | --- | --- | --- |
| Jugoslavien | 6     | 3       | 0         | 328 | 249 | +79 |
| Spanien     | 5     | 2       | 1         | 286 | 241 | +45 |
| Polen       | 4     | 1       | 2         | 256 | 294 | -38 |
| Senegal     | 3     | 0       | 3         | 196 | 282 | -86 |

### Grupp C
| Lag        | Poäng | Vinster | Förluster | PF  | PA  | First Tiebreaker Classification for Tied Teams | Second Tiebreaker Goal Average for Tied Teams | Third Tiebreaker Goal Average for All Teams |       |
| ---------- | ----- | ------- | --------- | --- | --- | ---------------------------------------------- | --------------------------------------------- | ------------------------------------------- | ----- |
| Italien    | 5     | 2       | 1         | 248 | 233 | +15                                            | 1W-1L                                         | 1.000                                       | 1.064 |
| Kuba       | 5     | 2       | 1         | 226 | 214 | +12                                            | 1W-1L                                         | 1.000                                       | 1.056 |
| Australien | 5     | 2       | 1         | 224 | 215 | +9                                             | 1W-1L                                         | 1.000                                       | 1.042 |
| Sverige    | 3     | 0       | 3         | 191 | 227 | -36                                            |                                               |                                             |       |

### Slutresultat
1. Jugoslavien
2. Italien
3. Sovjetunionen
4. Spanien
5. Brasilien
6. Kuba
7. Polen
8. Australien
9. Tjeckoslovakien
10. Sverige
11. Senegal
12. Indien

## Damer

### Slutresultat
1. Sovjetunionen
2. Bulgarien
3. Jugoslavien
4. Ungern
5. Kuba
6. Italien